# Provine Service Station
La Provine Service Station (connu également sous les noms Hamons Court, Hamons' Service Station ou Lucille's) est une station-service américaine près d'Hydro, dans le comté de Caddo, en Oklahoma.

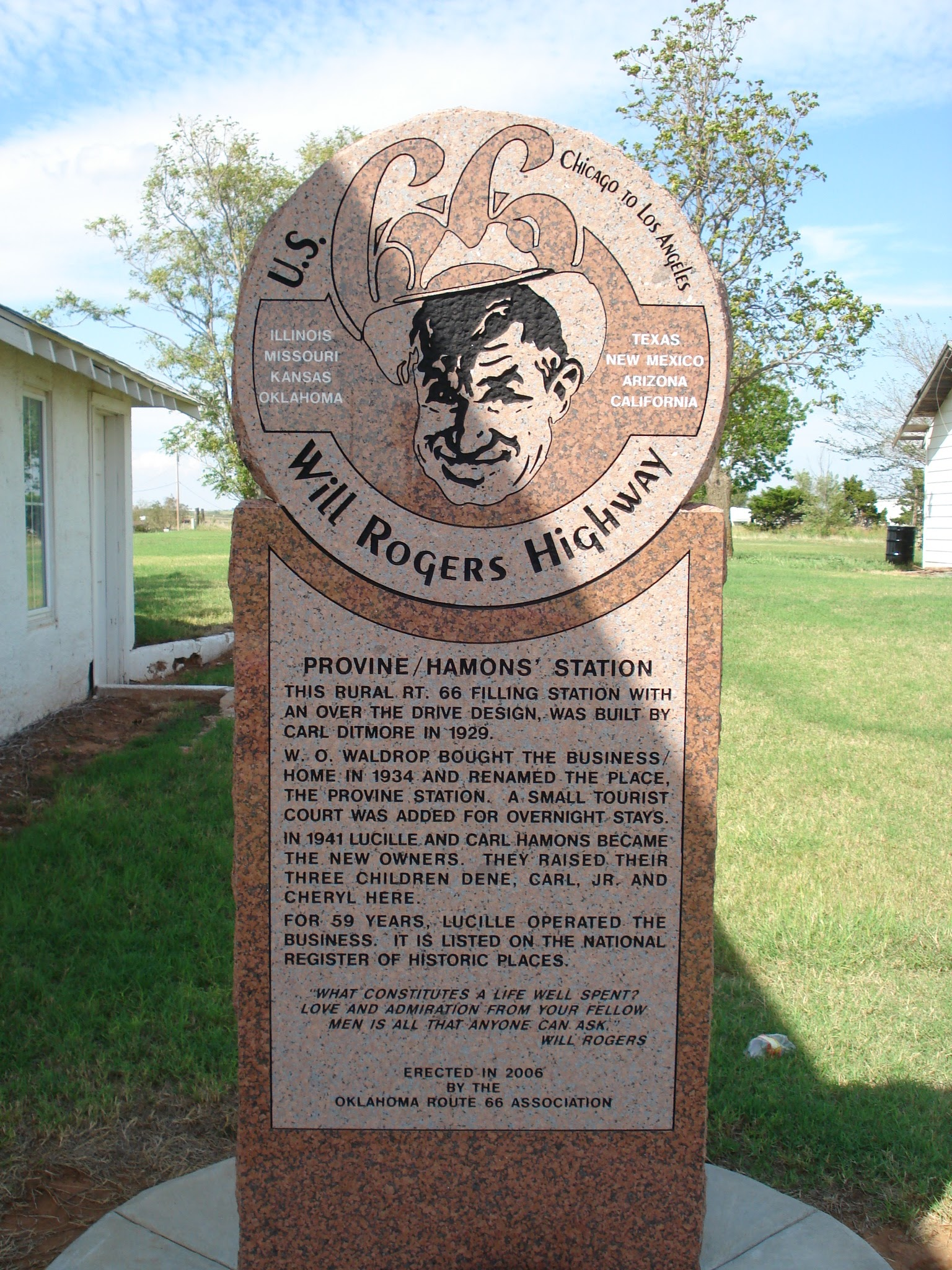
La stèle commémorant l'histoire de la station-service.

Située le long de la route 66, elle a été construite en 1929 et reprise par Lucille et Carl Hamons en 1941. Cette dernière, surnommée "Mother of the Mother Road" est célèbre pour avoir servi ses clients pendant 59 ans, jusqu'à sa mort en 2000. La station est inscrite au Registre national des lieux historiques depuis le 17 juillet 1997.